# 透納廣播公司

透納廣播公司標誌（2015年起）

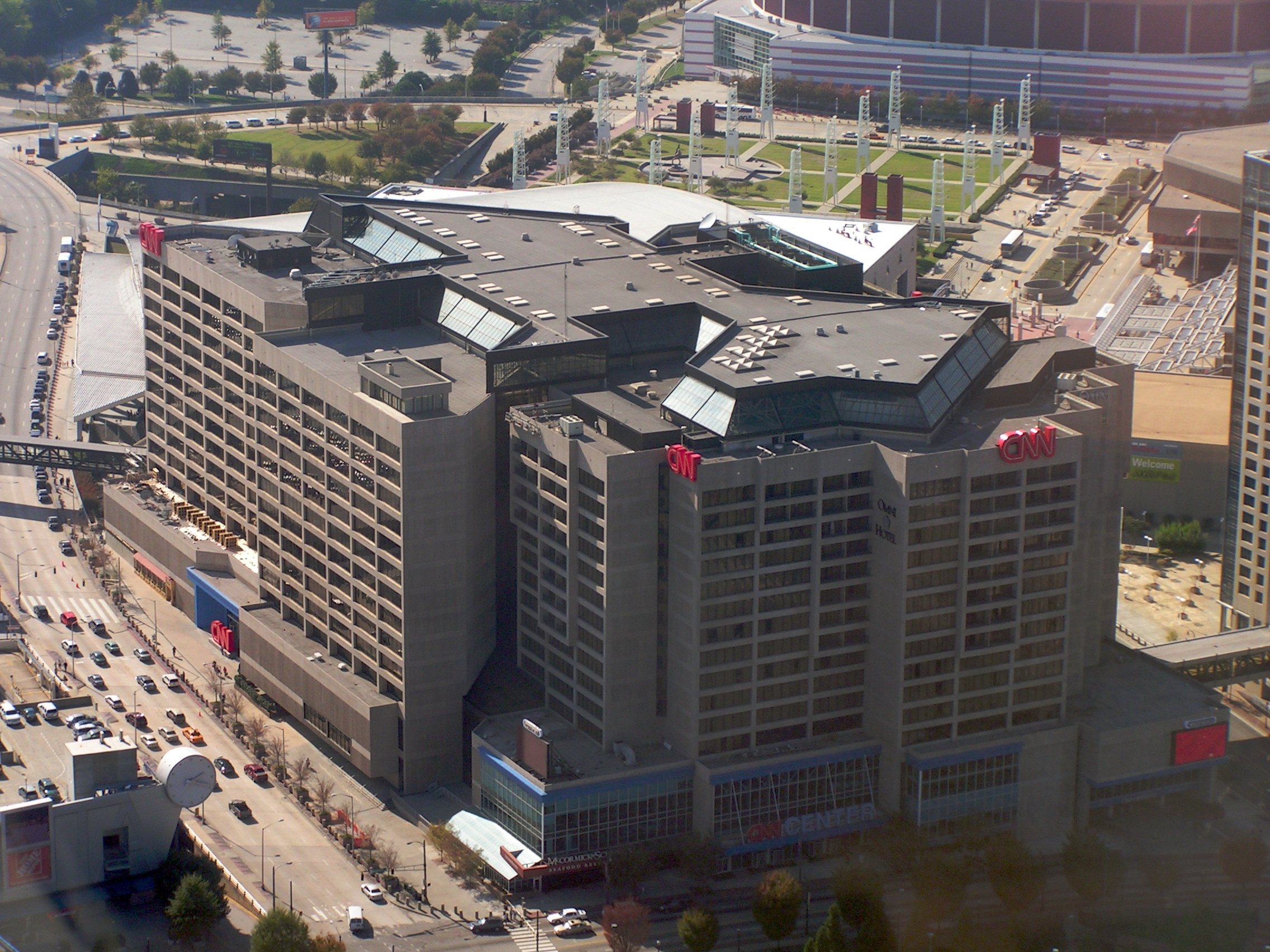
透納廣播公司總部所在地：位於美國亞特蘭大的CNN中心

透納廣播系統股份有限公司（英語：Turner Broadcasting System, Inc.）是美國媒體人泰德·透納創辦的有線電視頻道經營者，建立于1970年。1996年10月10日被時代華納收購，成為其子公司，直至2022年4月8日，被華納兄弟探索取代止。其創設的頻道有CNN、卡通頻道、Boomerang等。

## 旗下電視頻道

### 美國國內

#### 新聞
- CNN，HLN，CNN機場電視網

#### 娛樂
- TBS
  - TBS HD
- TNT
  - TNT HD
- TCM
- truTV
- WPCH-TV

#### 互動／寬頻網站
- PGA.com
- PGATour.com
- Nascar.com
- Cartoon Network.com
- Adult Swim.com
- CNN.com
- iReport.com
- TBS.com
- TNT.tv
- TruTV.com
- NBA TV
- TeamCoco.com

#### 動畫
- 卡通頻道
  - Cartoon Network Studios
- Boomerang
- Adult Swim
  - Williams Street Productions

### 國際頻道

#### 拉丁美洲

##### 無線電視
- Chilevisión

##### 新闻频道
- CNN國際台，CNN西語台，CNN Chile，HLN

##### 娛樂
- Boomerang
- Fashion TV (拉美版)
- I.Sat/Adult Swim
- Infinito
- Space（同時提供HD版本）
- TCM
- TNT（在巴西同時提供HD版本）
- Hispanic Television
- truTV（英语：truTV）（2009年4月1日開播）[1]

##### 動畫
- 卡通頻道
- Tooncast

#### 其他區域

##### 新聞
- CNN國際台，CNN西語台，CNN+，CNN IBN，n-tv，CNN Türk
- 鳳凰衛視中文台
- 鳳凰衛視資訊台
- 鳳凰衛視香港台

##### 娛樂
- TCM（在英國、法國、德國、歐洲、西班牙、拉丁美洲等地落地播出）
- 华娱卫视（擁有36%股權）
- VIVA Media
- Disney News
- Imagine TV（擁有92%股權）
- Imagine Showbiz （擁有92%股權）
- Lumiere Movies（擁有92%股權）
- Oh!K（在东南亚地區播出）

##### 動畫
- 卡通頻道（在法國、義大利、歐洲、台灣、印度、日本等地落地播出）
- Boing（與義大利媒體公司Mediaset合資成立）
- Boomerang UK
- Cartoonito UK
- Cartoon Network Too UK
- Pogo（印度）

## 外部連結
- Turner （页面存档备份，存于）
- TBS （页面存档备份，存于）
- TNT